# Garapan

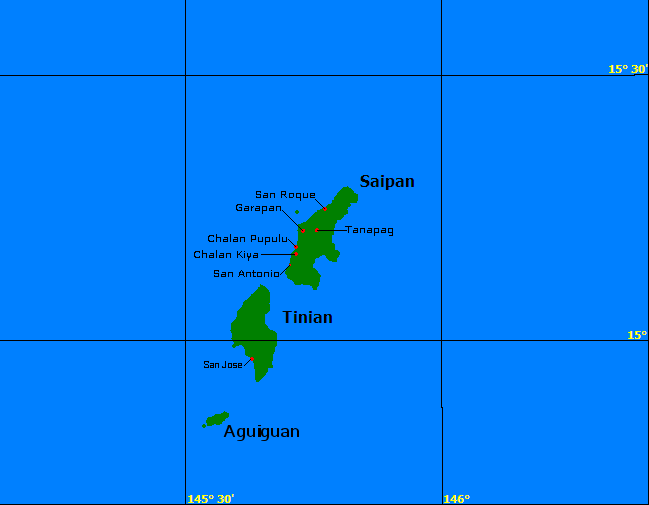
Lage

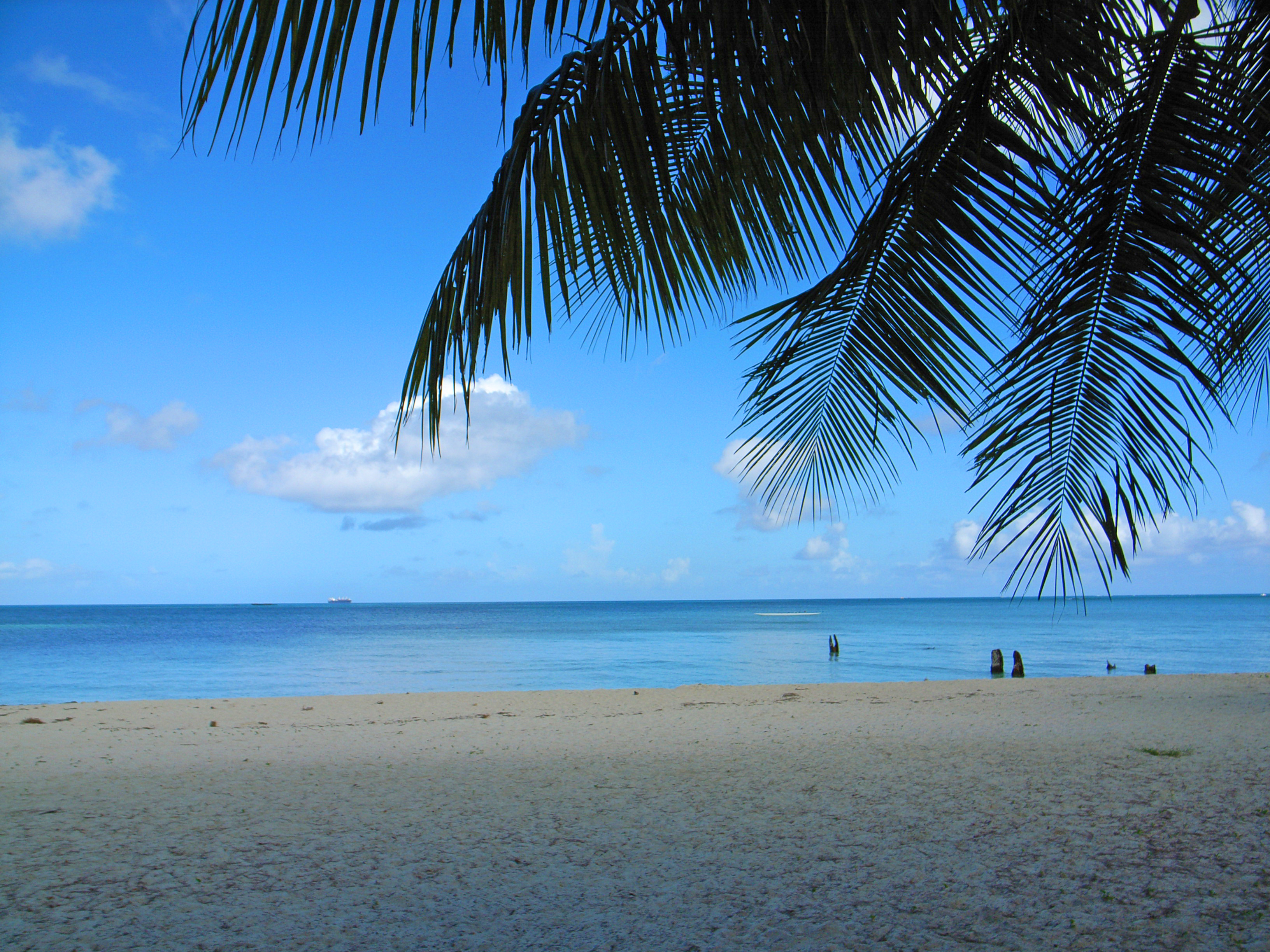
Micro Beach

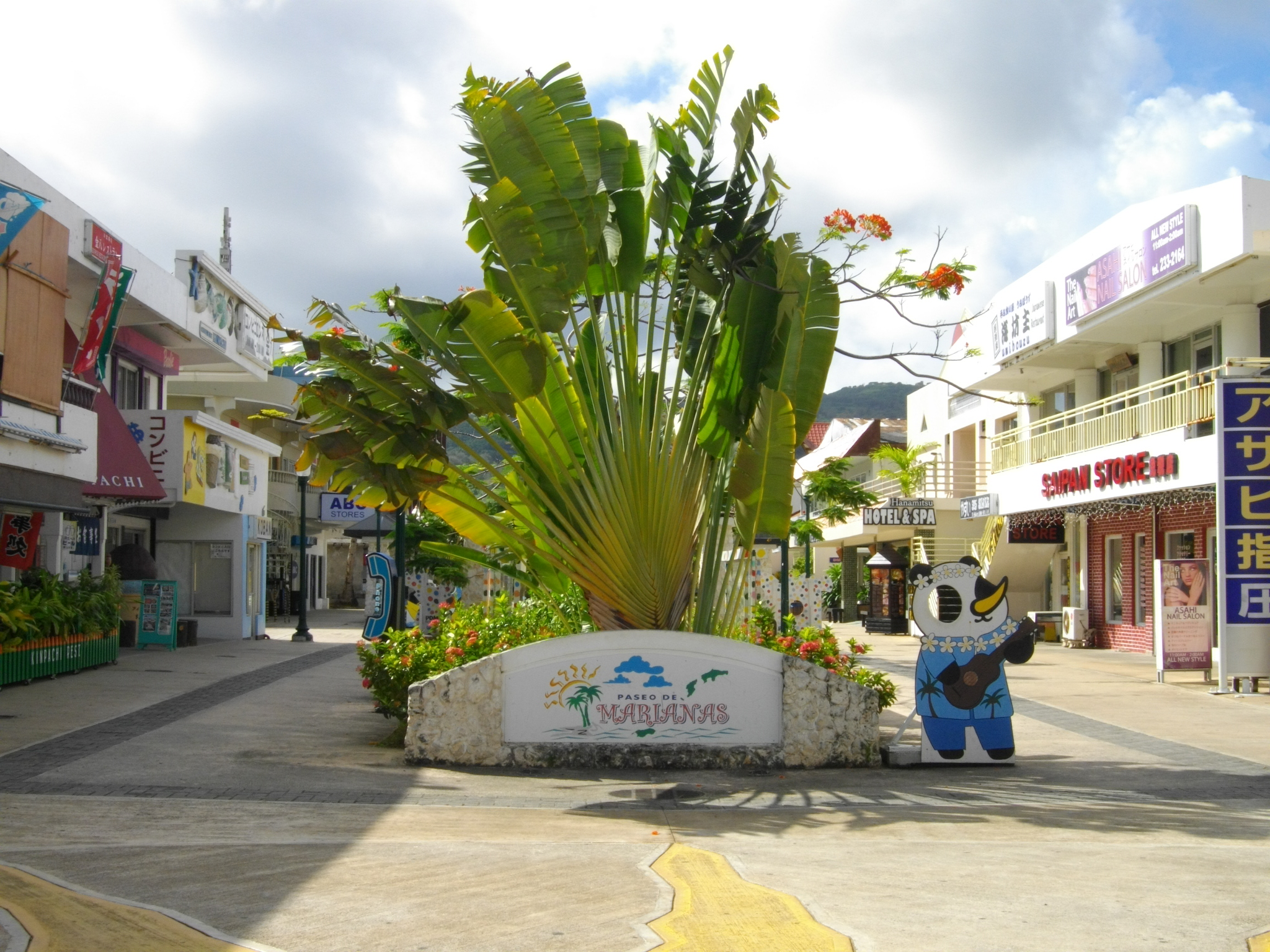
Paseo de Marianas

Garapan ist der größte Ort und die wichtigste Touristendestination auf der Insel Saipan, Nördliche Marianen. Der census-designated place hat eine Fläche von 1,2 km² und eine Bevölkerung von 3.588 (Zensus 2000).
Der Ort liegt an der Westküste. Hier befindet sich unter anderem der American Memorial Park, in dem der gefallenen US-Soldaten gedacht wird, die während der Schlacht um Saipan gefallen sind. Daneben befindet sich der Strand Micro Beach.
Eine Touristenattraktion ist der Paseo De Marianas („Hotel Street“), eine Flanier- und Einkaufsmeile.

## Geschichte
Während der deutschen Kolonialherrschaft (1898–1914) wurde eine Straße zwischen Garapan und Tanapag erbaut. Garapan wurde vom Japanischen Kaiserreich als Verwaltungssitz gewählt, als Japan 1920 das Japanische Südseemandat vom Völkerbund zugesprochen wurde. Unter Nan’yō Kōhatsu entwickelte sich die Stadt sehr stark und Mitte der 1930er Jahre hatte die Stadt etwa 14.000 Einwohner, meist Japaner und Koreaner.
Der Wohlstand endete mit dem Ende des Zweiten Weltkrieges. Bei der Schlacht um Saipan 1944 wurde der Ort schwer getroffen. Die wenigen Überlebenden wurden zwangsweise nach Japan verbracht. In den 1970er Jahren entstanden große Resorts. Einige der wenigen erhaltenen Gebäude aus der japanischen Zeit, beispielsweise das Krankenhaus Nan’yo-cho Saipan, sind im National Register of Historic Places gelistet.